# Micronephthys minuta
Micronephthys minuta är en ringmaskart som först beskrevs av Johan Hjalmar Théel 1879.  I den svenska databasen Dyntaxa används istället namnet Micronephtys minuta. Enligt Catalogue of Life ingår Micronephthys minuta i släktet Micronephthys och familjen Nephtyidae, men enligt Dyntaxa är tillhörigheten istället släktet Micronephtys och familjen Nephtyidae. Arten har ej påträffats i Sverige. Inga underarter finns listade i Catalogue of Life.